# طلال العامر
طلال العامر (عربی: طلال العامر؛ زاده ۲۲ فوریهٔ ۱۹۹۷) یک بازیکن فوتبال اهل کویت است.
وی همچنین در تیم ملی فوتبال کویت بازی کرده‌است.